# Margarete von Henneberg

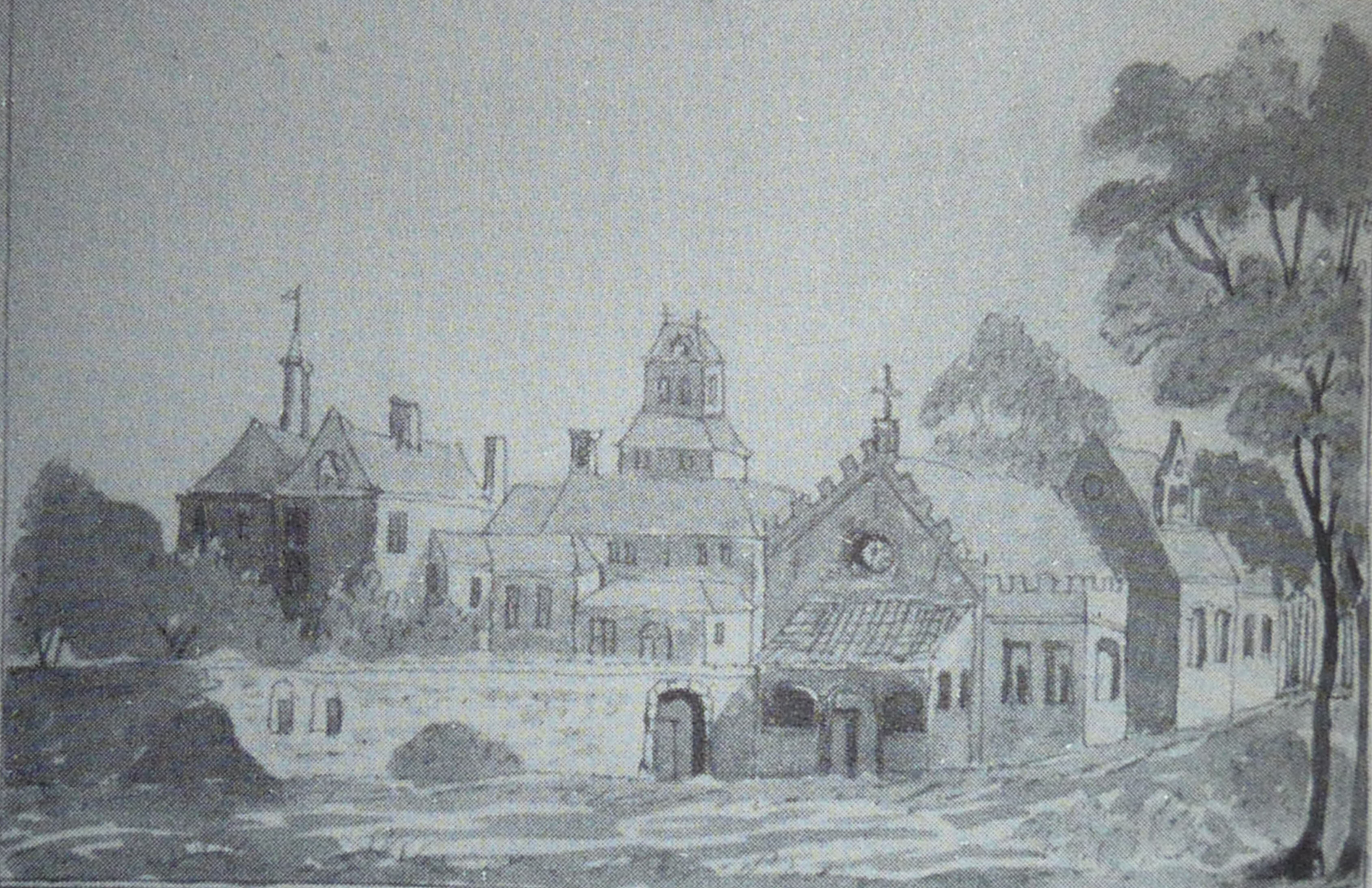
Das Schloss der Familie Henneberg in Loosduinen

Margarete von Henneberg (* 1234; † 26. März 1276 in Loosduinen) war eine Tochter von Florens IV. (Holland) und Mathilde von Brabant.

## Leben
Margarete heiratete an Pfingsten 1249 den Grafen Hermann von Henneberg-Coburg. Diese Heirat hatte politische Hintergründe, denn Hermann von Henneberg-Coburg hatte gehofft, bei den Wahlen 1246 Herrscher des Heiligen Römischen Reichs zu werden, war aber Margaretes Bruder Willem unterlegen. Um seinen Einfluss in Deutschland zu festigen, arrangierte Willem die Ehe Margaretes mit dem deutschen Grafen.
Margarete von Henneberg lebte mit ihrem Gatten in Coburg; allerdings hatte das Paar auch einen Wohnsitz in Loosduinen bei Hooghe Werf, wo es sich häufig aufhielt. 1250 wurde das älteste Kind der beiden, Herman, der jung gestorben war, in der Kirche von Loosduinen bestattet. Aus der Ehe gingen zwei weitere Kinder hervor, die das Erwachsenenalter erreichten: Die Tochter Jutta heiratete 1268 Otto von Brandenburg, Sohn Poppo lebte bis 1291.
Im Frühjahr 1276 erkrankte Margarete von Henneberg in Loosduinen schwer. Vor ihrem Tod konnte sie ihrem Neffen Florens V. (Holland) noch Briefe bezüglich des Erbes diktieren; am Karfreitag 1276 starb sie. Sie wurde wie ihr erster Sohn in der Kirche der Abtei von Loosduinen bestattet.

## Die Legende von den 365 Kindern
Aus den Aufzeichnungen, die ihr Witwer in den Jahren nach ihrem Tod machte, geht nicht hervor, dass besondere Begleitumstände beim Tod der Margarete von Henneberg zu bemerken waren. Später aber bildete sich die Legende, die Gräfin sei im Kindbett gestorben, nachdem sie nicht weniger als 365 Kinder zur Welt gebracht habe.
Eines der ersten erhaltenen Zeugnisse dieser Legende stammt aus dem späten 14. Jahrhundert: In der Tafel von Egmond, die sich in der Universitätsbibliothek von Utrecht befindet, wird kurz und bündig berichtet, Margarete sei gestorben, nachdem sie 364 (!) Söhne und Töchter geboren habe. Auch die Kinder hätten nicht überlebt. Sie seien alle zusammen in Loosduinen begraben, wo ein Epitaph an sie erinnere.

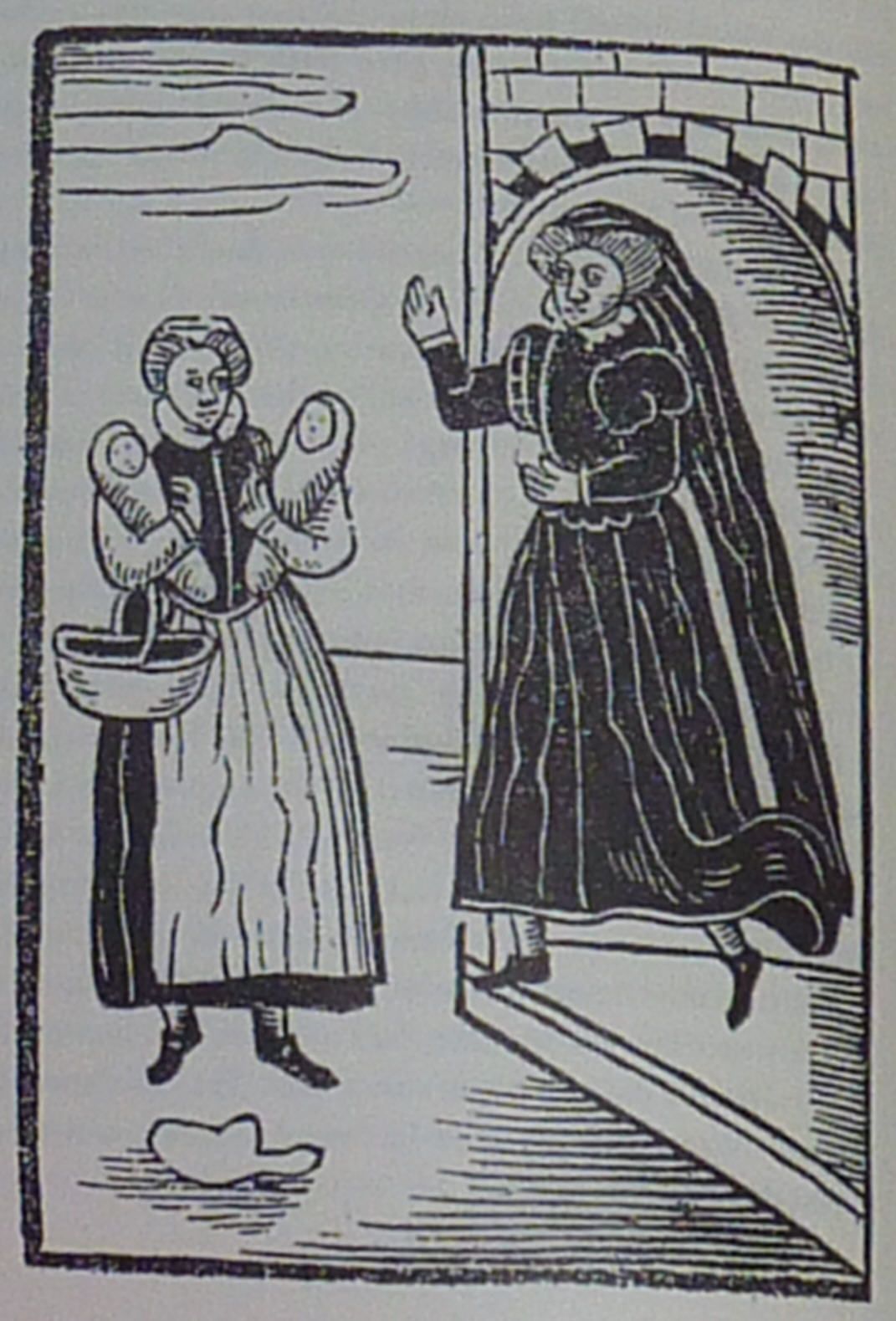
Beschimpfung der Bettlerin. Druck von 1620

Ebenfalls aus dem 14. Jahrhundert stammt de Clerks Kronyk van Holland. Sie gibt den Grund für die sonderbare Mehrlingsgeburt an. Die Gräfin habe einst eine Mutter von Zwillingen mit der Behauptung beleidigt, diese Kinder müssten von zwei verschiedenen Vätern stammen, und sei daraufhin verwünscht worden. Ihre 365 (!) mausgroßen Kinder seien in einem großen Gefäß getauft worden und danach verstorben.
Hermann Korner schrieb zwischen 1415 und 1535 die Chronica Novella. Hier findet sich die Legende in ausgeschmückter Form wieder. Die Zwillingsmutter hat einen Namen, Katharina, und wird als persönliche Feindin Margaretes, die als Frau des Grafen Johan von Holland bezeichnet wird, geschildert. Margarete habe, so Korner, gesagt, es sei für Katharina genauso unmöglich, zwei Kinder zur selben Zeit vom selben Mann zu bekommen, wie es für sie selbst unmöglich sei, so viele Kinder zu bekommen, wie das Jahr Tage habe. Simon, der Gatte Katharinas, habe sich daraufhin von dieser getrennt und sie sei ins Gefängnis gesteckt worden, wo sie leidenschaftlich um Restituierung ihres guten Rufs gebetet habe. Daraufhin sei Margarete mit 364 (!) Kindern niedergekommen und Simon habe sich eines Besseren besonnen und Katharina wieder als seine Frau anerkannt. Die 364 Kinder werden hier als winzig wie Krabben beschrieben und sollen ebenfalls nach der Taufe in einem großen Gefäß gestorben sein.
Jan van Naaldwijk erzählte die Geschichte in seiner Croonijcke van Holland ebenfalls. In seiner Version des Geschehens war Hermann von Henneberg zum Zeitpunkt der Geburt und Taufe in Loosduinen anwesend und lud zahlreiche Adlige ein, Taufpaten seiner Kinder zu werden. Die Zwillingsmutter wird in dieser Version als Bettlerin dargestellt, und als zusätzliches Detail wird hier erwähnt, dass die Taufe von Bischof Guido von Utrecht vorgenommen wurde und alle Knaben den Namen Jan, alle Mädchen den Namen Elisabeth erhielten.
Im 16. Jahrhundert verbreitete sich die Legende immer mehr. Ludovico Guicciardini, der wahrscheinlich Loosduinen besucht hatte, veröffentlichte 1567 eine ausführliche Schilderung der Geschehnisse. Irenaeus verlegte in seinem Werk De Monstris das Geschehen ins Jahr 1555, ein anderer Schriftsteller berief sich auf Jobus Fincelius, als er das Jahr 1313 als Zeitpunkt der wundersamen Geburt angab und Margarete zu einer Irin machte.
Cyriacus Spangenberg veröffentlichte 1599 die Hennebergische Chronica. Er gibt die Zahl der Kinder mit 364 an, die Hälfte seien Jungen gewesen, die auf den Namen Johannes getauft worden seien, die andere Hälfte Mädchen, die den Namen Elisabeth bekommen hätten. In der Kirche in Loosduinen sei eine entsprechende Inschrift zu finden. In der Handschrift der Hennebergischen Chronica, die in Dresden aufbewahrt wird, finden sich handschriftliche Zusätze des Historikers Nathaniel Carolus. Diesen Notizen zufolge war in der Kirche eine Art Monument für die verstorbenen Kinder zu sehen.

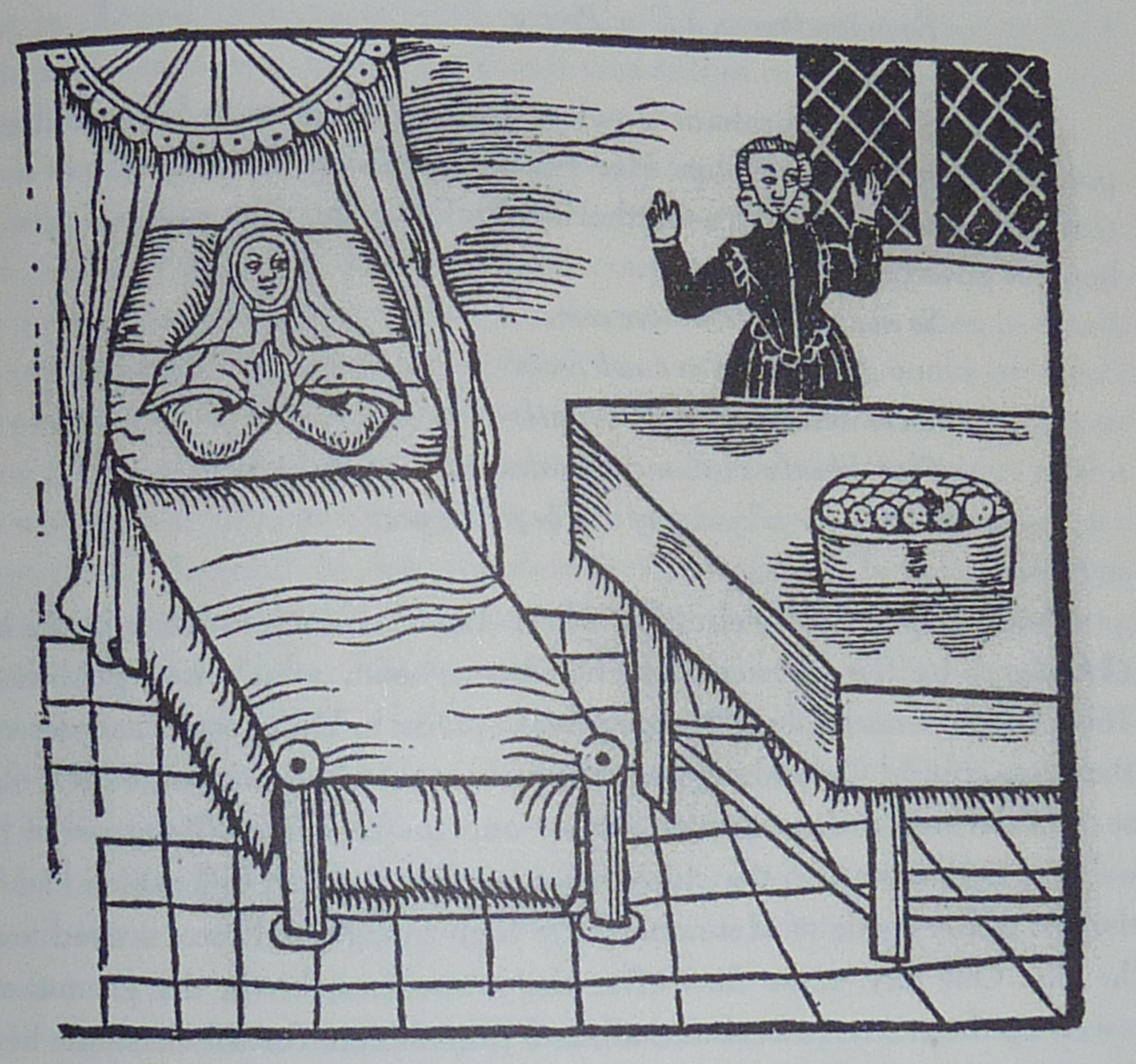
Das Kindbett und die Kinder im Gefäß. Druck von 1620

Im späten 16. Jahrhundert wurde das Thema von einem spanischen Liederdichter übernommen, der das Schicksal der madama Margarita besang und ihr 360 überlebende Kinder andichtete, deren silbernes Taufgefäß später in einer Kirche ausgestellt worden sei. Edward Grimestons General Historie of the Netherlands von 1609 ging ebenso auf die Legende ein wie Thomas Coryats Crudities von 1611 und John Stows Annales. 1620 wurde in London die Ballade The Lamenting Lady gedruckt, die wohl aus diesen Quellen schöpfte. In William Strodes The Floating Island von 1639 taucht das Thema ebenso auf wie in einem Gedicht von Robert Waring aus dem Jahr 1651, bei Abraham Cowley, in Jacob Westerbaans Ockenburgh von 1654 und in zahlreichen weiteren Schriften. Dabei wurden die zwei Versionen mit den verschiedenen Kinderzahlen oft großzügig miteinander vermischt. Das Interesse mancher Schriftsteller in dieser Zeit, die sich für die Version mit den 365 Kindern entschieden, galt dem Geschlecht des 365. Kindes, das ja unklar schien, wenn die Geschlechter gleichmäßig auf die Zahl der Kinder verteilt waren. Eindeutig eine Schöpfung des 17. Jahrhunderts ist die Lösung, die man fand: Das überzählige Kind wurde zum Hermaphroditen erklärt. Erst gegen Ende des 18. Jahrhunderts ließ die Faszination des Publikums nach und die Legende wurde nun eher als albern empfunden. Dies änderte allerdings nicht viel an der Tatsache, dass zahlreiche Reisende nach Loosduinen pilgerten.

## Loosduinen als Wallfahrtsziel

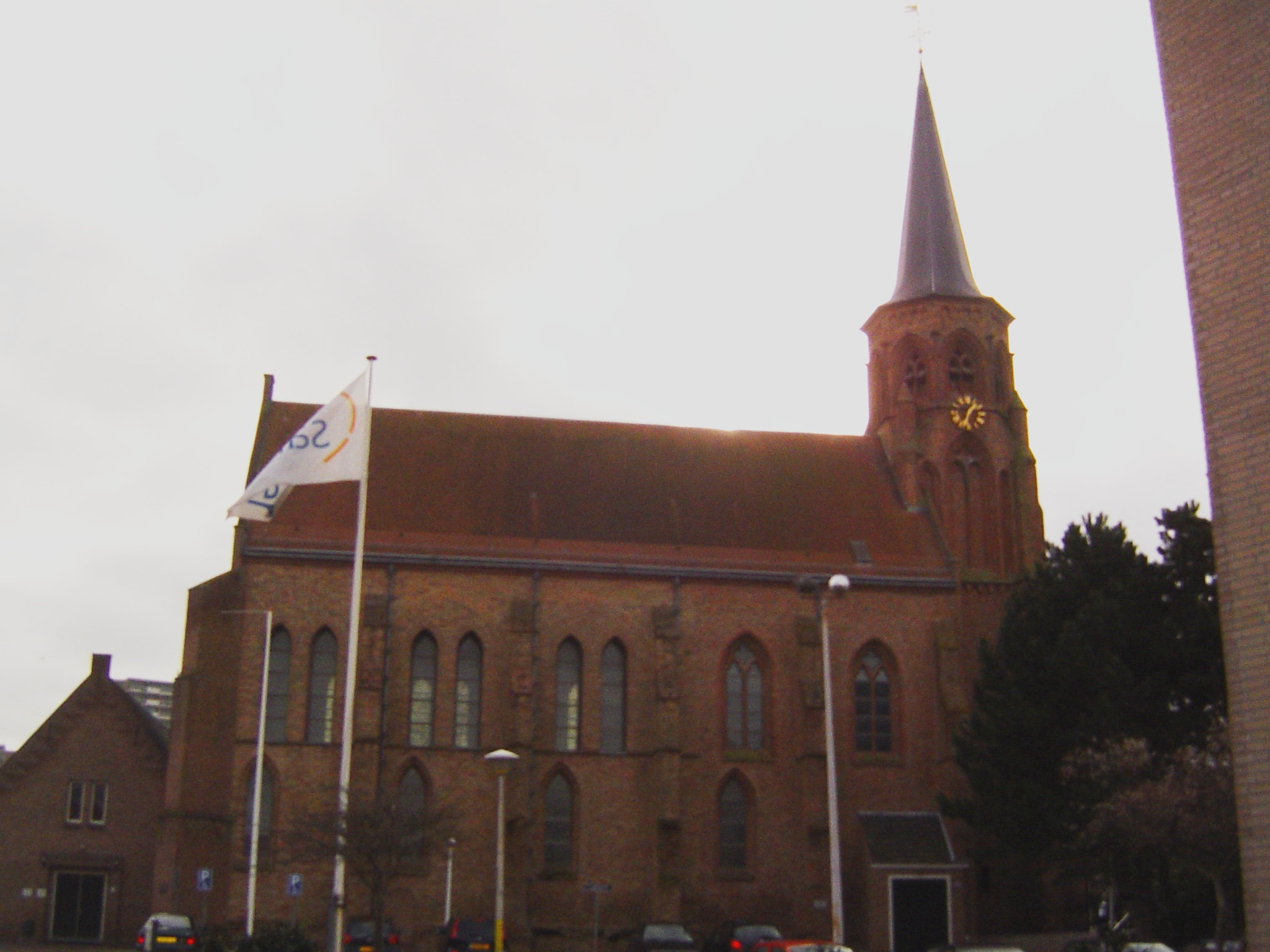
Abteikirche von Loosduinen

Wilhelmus von Heda bestätigte, wie schon Spangenberg, dass sich in der Kirche ein Monument für die toten Kinder befand; außerdem sei das Gefäß, in dem sie getauft worden seien, noch dort zu sehen. Dieses Gefäß wurde nach und nach Wallfahrtsziel für kinderlose Frauen, die hofften, fruchtbar zu werden, wenn sie sich die Hände darin gewaschen hätten.
Eine Folge der Verbreitung der Legende war übrigens auch die Namensgebung für ein Schloss in Pouderoyen: Weil es 365 Fenster hatte, wurde es Arx puerorum genannt.
Die Erinnerungsstücke in der Kirche wurden 1572 im Krieg zwischen Philipp II. und Willem von Oranien zerstört. Doch wenige Jahre später beschaffte Jacobus Meursius neue Devotionalien für die nun protestantische Kirche: Er ließ eine zweisprachige Gedenktafel herstellen, auf der in lateinischer und niederländischer Sprache das angebliche Schicksal der Margarete von Henneberg und ihrer 365 (!) Kinder nachzulesen war, und kaufte außerdem in Delft zwei Gefäße als Ersatz für das verlorene Taufgefäß. Die Wallfahrten nach Loosduinen konnten also wieder aufgenommen werden.

## Darstellungen in der Kunst

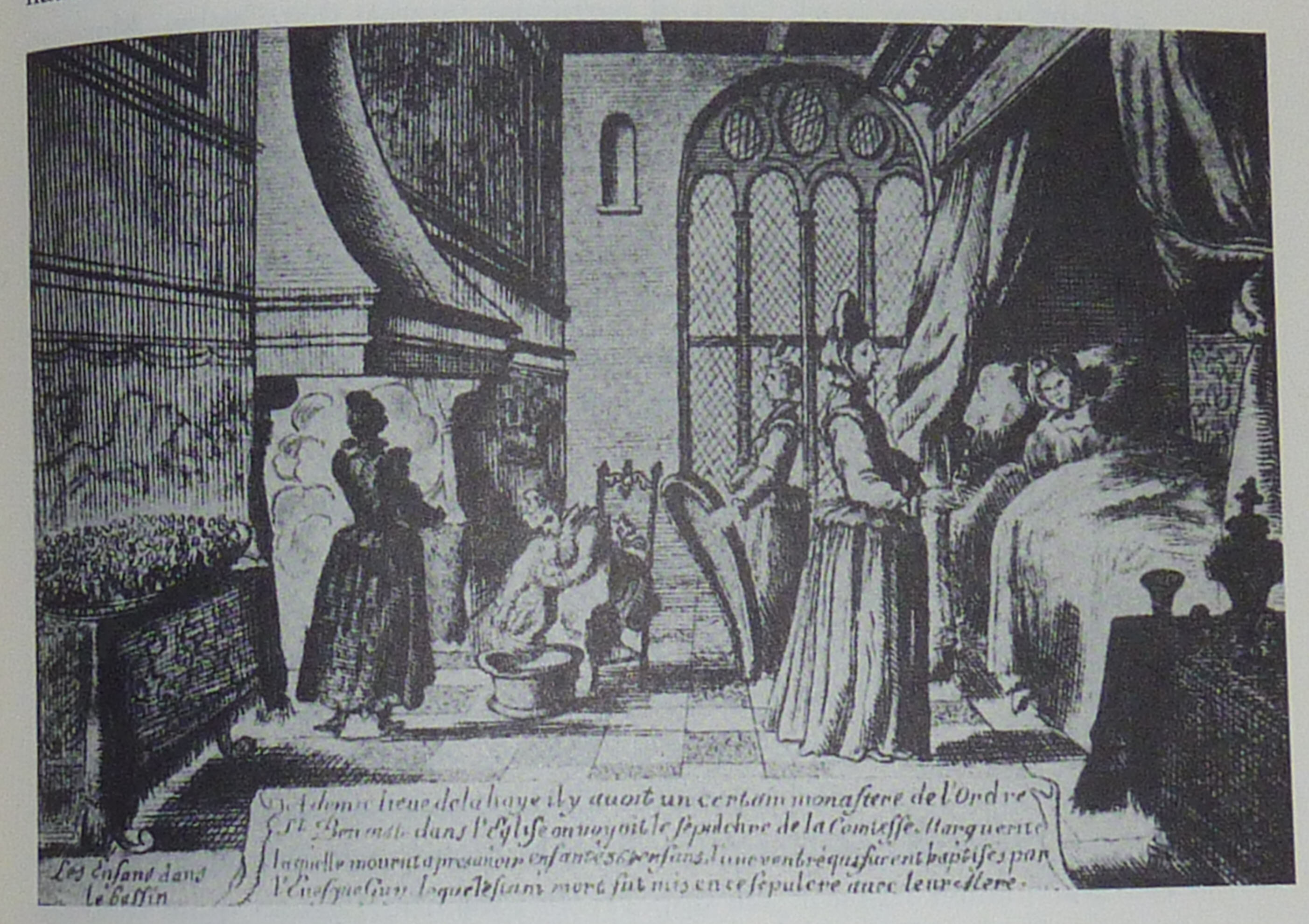
Kindbett der Margarete von Henneberg, französischer Druck aus dem 17. Jahrhundert nach Petrus Kaerius

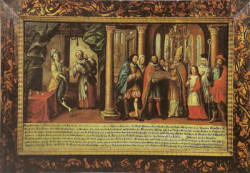
Das Gemälde Michael Wagingers von 1712

Auch außerhalb der Kirche wurde nun eine Darstellung der Geschehnisse gezeigt: Im Gasthaus Het wapen van de Prins van Oranje war ein Bild von Petrus Kaerius zu sehen, das das Kindbett der Margarete von Henneberg zeigte. Dieses Gemälde wurde im 17. Jahrhundert auch in Drucken verbreitet und befindet sich heute in der Abteikirche von Loosduinen. Es zeigt an der linken Wand eine Art Kommode, auf der eine Schüssel mit den vielen Kindern steht, dahinter einen rauchenden offenen Kamin, vor dem Geburtshelferinnen mit heißem Wasser und Leintüchern beschäftigt sind, und rechts das Bett der Kindbetterin.
Eine weitere frühe bildliche Darstellung des Schicksals der Margarete von Henneburg befindet sich in der Kapelle von Schloss Thierberg in Kufstein. Sie stammt von Michael Waginger und zeigt einerseits die Beleidigung der Bettlerin, andererseits die Taufe der winzigen Kinder.

## Tourismus
Spätestens ab dem 17. Jahrhundert wurde Loosduinen zum Ziel zahlreicher Reisender, vorzugsweise aus England. Fynes Morrison besuchte auf den Spuren der Margarete von Henneberg den Ort, ebenso John Evelyn, James Howell, Samuel Pepys, Mathias Poulsen, John Rawlinson, Maximilien Misson und viele andere. Den Zeugnissen der Reisenden ist zu entnehmen, dass sich im späten 17. Jahrhundert kein Monument für Margarete und ihre Kinder mehr in der Kirche befand, sondern nur die Inschriftentafel mit den zwei Taufgefäßen.

## Das Kind im Glas
Trotz der allgemeinen Überlieferung, nach der die Kinder in der Abteikirche bestattet wurden, verbreitete sich ab dem 16. Jahrhundert auch die Version, sie seien als Kuriosität konserviert worden. Battista Fregoso beispielsweise behauptete 1565, sie seien in einer Flasche aufbewahrt worden und der König Karl V. habe einige davon zur näheren Betrachtung in die Hand genommen. Jean-François Regnard, der Kopenhagen im Jahr 1681 besuchte, besichtigte dort die Kunstkammer des Königs Friedrich III. und bekam eines der Kinder der Margarete von Henneberg gezeigt, das in diesem Kuriositätenkabinett aufbewahrt wurde. Dieses Exponat war angeblich von Hannibal Sehested in Belgien gekauft worden und dann dem König zum Geschenk gemacht worden. So hatte es Holger Jacobsen, der den Katalog der Sammlung erstellt hatte, festgehalten. In einem anonymen Werk mit dem Titel Description of Holland aus dem Jahr 1741 wird bereits darauf hingewiesen, dass es sich eher um das Ergebnis einer Fehlgeburt oder Abtreibung gehandelt haben dürfte. Das daumengroße Kind wurde nach der Auflösung der königlichen Kunstkammer am 26. Dezember 1826 an das Museum für Naturgeschichte in Kopenhagen übergeben und verschwand später spurlos.

## Medizinische Theorien

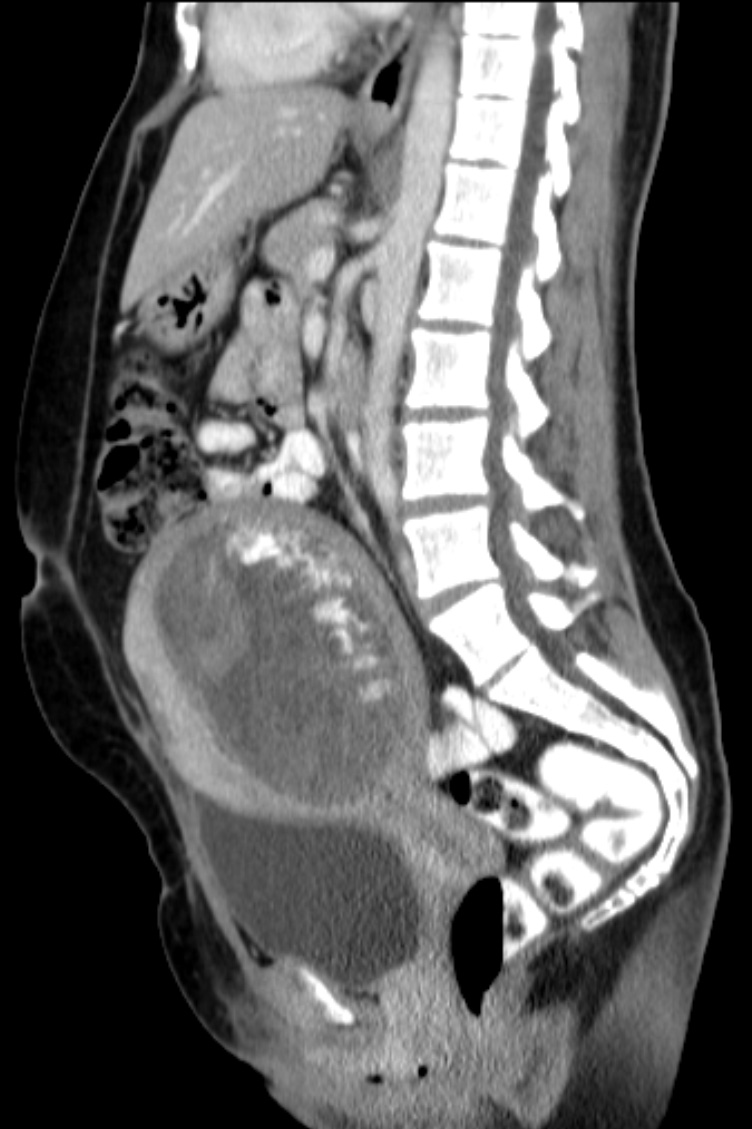
Blasenmole

Unter Medizinern wurde die Legende von Margarete von Henneberg und ihrer Mehrlingsgeburt zunehmend skeptisch gesehen. Einer der letzten Verfechter der Wahrheit dieser Geschichte war John Maubray, der 1726 dafür heftigen Spott erntete. Bis in die 1930er Jahre erlosch dann das Interesse der Ärzteschaft an diesem Fall. Dann publizierten die Gynäkologen Dr. Schumann und Dr. Brews, offenbar unabhängig voneinander, die Theorie, es könne sich um einen Fall von Blasenmole gehandelt haben. Die abgegangenen Zysten seien dann mit winzigen Kindern verwechselt worden.
Eine andere Lösung des Problems bot der Franzose Struyk 1758 im Journal des scavans an: Zu Margaretes Zeiten begann das neue Jahr am 25. März. Wenn Margarete also am 26. März nicht 365 Kinder, wohl aber Zwillinge geboren hätte, hätte damit die Zahl ihrer Kinder mit der Zahl der Tage des (neuen) Jahres übereingestimmt. Diese Annahme, am 26. März 1276 seien nur die Zwillinge Jan und Elisabeth geboren worden, wurde vielfach wiederholt. Sie schien durch den Sohn des Bürgermeisters von Rotterdam, Herrn Rosemale, gestützt zu werden, der das Fragment eines Grabsteins gesehen haben wollte, auf dem zu lesen war, dass Margarete von Henneberg am Karfreitag nach der Geburt der Zwillinge Johan und Elisabeth gestorben sei. Diese Aussage findet man aber ausschließlich bei dem Historiker van Heusen, weshalb sie heute eher wieder bezweifelt wird.